# Locus de caràcters quantitatius
En genètica el Locus de caràcters quantitatius, QTL (acrònim de l'anglès quantitative trait locus, «locus d'un caràcter quantitatiu») és un locus on la variació al·lèlica està associada amb la variació d'un caràcter quantitatiu, és a dir, amb aquells caràcters quantificables que varien de forma contínua. La presència d'un QTL es dedueix per cartografia genètica, on la variació total per a un determinat caràcter es divideix en components associats a una o diverses regions cromosòmiques discretes.

Els QTL són, a priori, difícils d'identificar a causa de l'absència d'una segregació fenotípica discreta observable i, a més, que els efectes fenotípics de cada gen associat amb un caràcter quantitatiu complex són relativament petits. L'anàlisi dels QTL per a un caràcter s'involucra en primer lloc escollir i creuar dues línies parentals que difereixin en un o més caràcters quantitatius i, posteriorment, analitzar la segregació de la descendència per relacionar cada QTL amb un marcador genètic conegut, o un interval de marcadors.
La identificació dels QTLs que afecten un determinat caràcter quantitatiu en un organisme es basa en la teoria de lligament i recombinació desenvolupada en el primer terç del segle xx. La disponibilitat de mapes genòmics densos de plantes i d'animals ha fet ressorgir l'interès per aquesta teoria des de l'última dècada del mateix segle. Les poblacions més aptes per mapejar QTLs són les derivades de l'encreuament de dues línies pures. En els últims anys s'han desenvolupat mètodes estadístics i biomètrics per analitzar la presència i efectes dels QTLs.
El mètode modern utilitzat per localitzar i cartografiar els QTL implica buscar associacions entre marcadors d'ADN i fenotips. Per exemple, a partir d'individus procedents de dues línies creades a través de selecció artificial que són divergents per a un fenotip. Al llarg de moltes generacions de selecció artificial sorgeixen dues línies divergents altament homozigòtiques. Els individus d'aquestes línies amb fenotips divergents s'usen com a progenitors per crear la F1 (que seran heterozigòtics). Si creuem els individus de la F1 entre si o els de la F1 amb línies paternes obtenim la generació F2 amb diferents parts de genomes paterns i, per tant, amb diferents QTL que podem identificar.